# Heliscus championi
Heliscus championi is een keversoort uit de familie Passalidae. De wetenschappelijke naam van de soort is voor het eerst geldig gepubliceerd in 1886 door Bates.